# جامع الشيخ زايد
جامع الشيخ زايد بن سلطان آل نهيان صرح إسلامي بارز في دولة الإمارات. يقع المسجد في العاصمة الإماراتية أبو ظبي ويعرف محليا بمسجد الشيخ زايد أو المسجد الكبير أو مسجد الشيخ زايد الكبير. ويعد سادس أكبر مسجد في العالم من حيث المساحة الكلية بعد المسجد الحرام في مكة المكرمة والمسجد النبوي في المدينة المنورة والمسجد الأعظم في الجزائر العاصمة والجامع الأموي في دمشق و مسجد السنة في  الرباط  بمساحة تبلغ 412,22 مترا مربعا بدون البحيرات العاكسة حوله، وأحد أكبر عشرة مساجد في العالم من حيث حجم المسجد. ويتسع المسجد لأكثر من 7000 مصلي في الداخل ولكن من الممكن مع استعمال المساحات الخارجية ان يتسع لحوالي 40,000 مصل لكافة أقسام مبنى المسجد. ومن معالمه المميزة وجود أربعة مآذن في أركان الصحن الخارجي بارتفاع 107 أمتار للمأذنة مكسية كاملة بالرخام الأبيض.
وكان رئيس دولة الإمارات الراحل الشيخ زايد بن سلطان آل نهيان—قد وجه ببناء هذا المسجد في عام 1986 من خلال دائرة الأشغال العامة في أبوظبي، وساعيًا بذلك لأن يكون هذا المسجد صرحا إسلاميا يرسخ ويعمق الثقافة الإسلامية ومفاهيمها وقيمها الدينية السمحة، ومركزا لعلوم الدين الإسلامي.
حيث أعلن البدء بتصميم المسجد على شكل مسابقة دولية، وقد فاز في الجائزة الأولى مكتب كونسير الاستشاري في أبوظبي، ثم أعيدت المسابقة في عام 1987، وفازت بها شركة المكتب العربي البلجيكي (تراكتيبيل الخليج حاليا)، وذلك على 35 دولة مشتركة بالمسابقة، وقد صمم المسجد تحت إدارة المهندس السوري يوسف عبدلكي، وكان هنالك مصممين معماريين رئيسيين انجزوا التصميم وعملوا على تطويره، وهم: المهندس السوري باسم برغوتي، والمهندس السوري معتز الحلبي، والمهندس السوري عماد ملص، وتحت إشراف دائرة الاشغال العامة في أبوظبي.
وقد بلغت تكلفة الجامع مليارين و455 مليون درهم إماراتي، كما شاركت حوالي 38 شركة مقاولات إلى جانب 3,000 عامل في بناء المسجد 
اقيمت أول صلاة فيهِ صلاة عيد الأضحى في عام 1428 هجريا (19 ديسمبر 2007) بينما أعمال البناء ما زالت جارية وقتها ولم تنتهي في المسجد بشكل كامل. وقد انتهت أعمال البناء في شهر مارس من عام 2008. وبلغ إجمالي تكلفة المشروع مليارين و 167 مليون درهم إماراتي.

## عمل البناء
- بدأت أعمال البناء في عام 1998 تحت إشراف دائرة الشؤون البلدية، ونفذ المشروع على مرحلتين، تضمنت المرحلة الأولى بناء الأساسات والهيكل الخرساني وبلغت تكلفتها 750 مليون درهم. أمّا المرحلة الثانية فتضمنت أعمال التشطيب والزخرفة الداخلية والخارجية، وكلفت حوالي مليار و 267 درهم. وصرف أيضًا مبلغ 150 مليون درهم على الأعمال الخارجية.
- بني المسجد على ارتفاع 9 أمتار عن مستوى الشارع بناءً على أوامر الشيخ الشيخ زايد شخصيًا، بحيث يمكن رؤية المسجد من زوايا مختلفة ومن مسافة بعيدة[2]
- قامت عدة شركات بالعمل على المشروع، إذ توقفت عدد من الشركات في أوقات مختلفة لعدة أسباب. وبدأت شركة هالكرو الإنجليزية أعمالها كاستشاري على المشروع في 2001، وعملت مع شركة المقاولات الإيطالية إمبريجلو لإنهاء المشروع.[4]

## المسجد من الداخل
يبلغ عدد الأعمدة داخل قاعة الصلاة الرئيسية 24 عموداً تحمل الأسقف والقباب الضخمة، وصممت بحيث يكون العمود الواحد مقسماً إلى أربعة ركائز، تحمل العقود الحاملة للقباب. هذه الأعمدة مكسوة بالرخام الأبيض المطعّم بالصدف بأشكال زخارف ونقوش وردية ونباتية، ما يضفي جمالاً ورونقاً في القاعة.
أما أبعاد المسجد الداخلية هي 50 متر في 55 متر، ويصل ارتفاع السقف 33 متر عن الأرض إلى عند القبة الرئسية، إذ يصل ارتفاعها إلى 45 متر.
سجادة المسجد

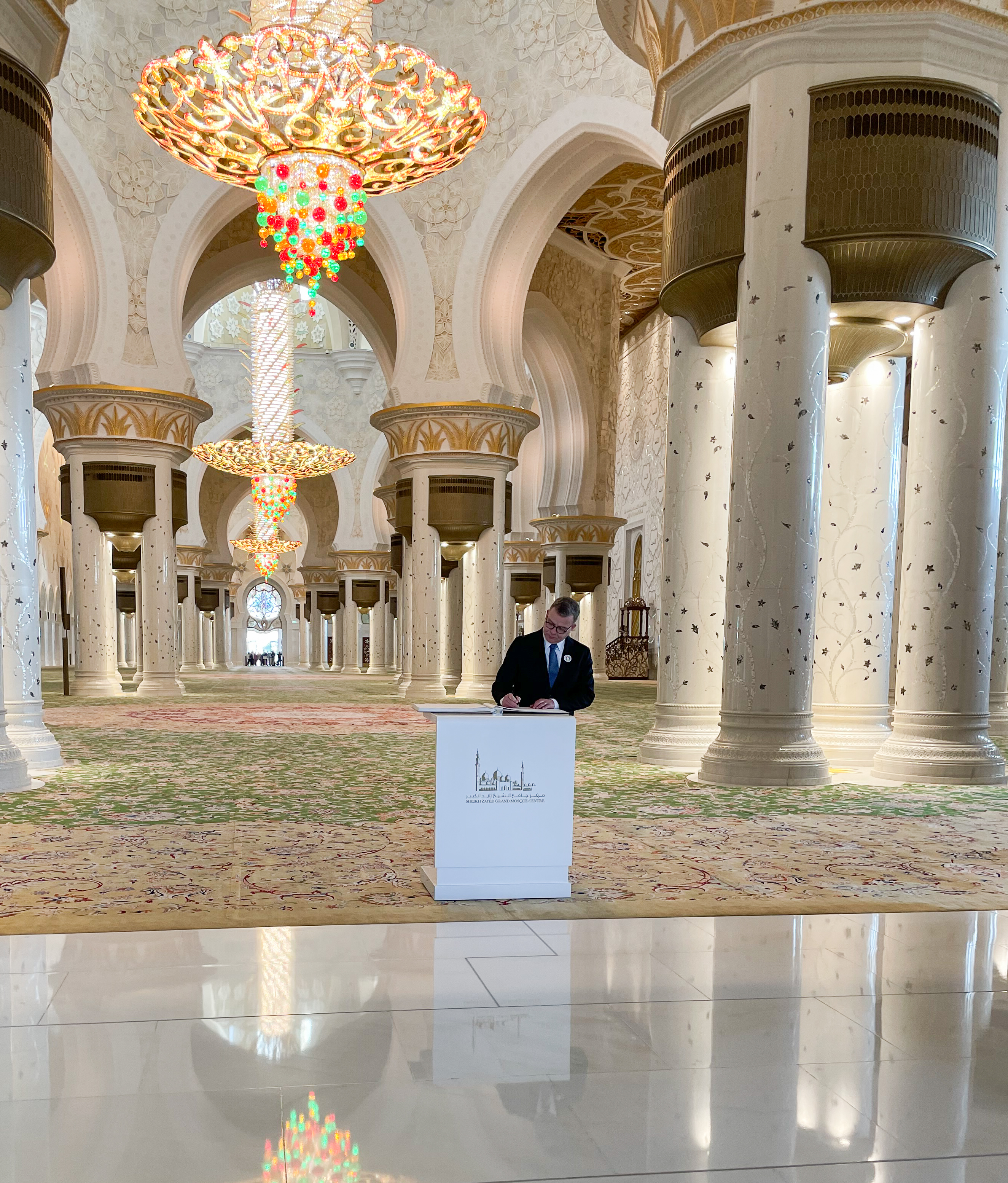
جامع الشيخ زايد

تغطي أرضية المسجد أكبر سجادة في العالم وتبلغ مساحتها 5 آلاف و 627 مترا مربعا وصممت بفنون راقية وجميلة تضفي ميزة التفرّد على المسجد. السجادة يدوية الصنع ونسجت في إيران من قبل شركة سجاد إيران وعمل عليها 1200 ناسج وناسجة، و 20 فنيا و 30 عاملا. يبلغ عدد العقد فيها 2,268 مليون عقدة وتزن السجادة 47 طنا، 35 طنا منها من الصوف و 12 طنا من القطن. كلفت السجادة نحو 30 مليون درهم.

## قباب المسجد

قباب المسجد

تعد قبة المسجد الرئيسية أكبر قبة في العالم، حيث يبلغ ارتفاعها 83 مترا وبقطر داخلي يبلغ 32,8. وتزن القبة ألف طن، وزخرفت من الداخل بالجبس المقوى بالألياف، صممه فنانون عرب بزخارف نباتية فريدة، صممت خصيصا للمسجد، بالإضافة إلى كتابة آيات قرآنية.
ويصل عدد القباب في هذا المسجد 82 قبة مختلفة الأحجام، تغطي الأروقة الخارجية والمداخل الرئيسية والجانبية، وجميعها مكسوة من الخارج بالرخام الأبيض المتميز ومن الداخل بالزخارف المنفذة من الجبس التي نفذها فنيون مهرة متخصصون بمثل هذا النوع من الأعمال.

## الصحن والمحيطات

الصحن الخارجي للمسجد

روعي في تصميم أرضية الصحن الخارجي للمسجد أن تكون بنظام بلاطات خرسانية ضخمة محمولة على ركائز خرسانية، ومكسوة بأجود أنواع الرخام المزخرف بأشكال نباتية ملونة وباستعمال الفسيفساء لتغطية مساحة الصحن بالكامل البالغة 17 ألف متر2 من ضمن أكبر المساحات المكشوفة الموجودة في المساجد بالعالم الإسلامي. أما عدد أعمدة الصحن الخارجي الموجودة بالأروقة المحيطة بالصحن فيبلغ ألفًا و 48 عمودا مكسيا بالرخام المطعم بالأحجار شبه الكريمة، على صورة وأشكال نباتية وأزهار ملونة ولها تيجان معدنية مطلية بالذهب.
وأحيطت الأروقة الخارجية للمسجد ببحيرات مائية تعكس واجهات المسجد، مما يضيف إليه تميزا من الناحية التصميمية، وأرضياتها مكسوة بالرخام الأبيض مع استعمال رخام أخضر في الممرات التي تؤدي إلى الصحن، كما روعي بأن تكون أعمدة الأروقة الخارجية من الرخام الأبيض المطعم بالأحجار شبه الكريمة، وقام بتثبيتها عمال مهرة استقدموا خصيصا من الهند، بالإضافة إلى تاج الأعمدة، والمصمم بشكل رأس نخلة من الألمنيوم المذهب.
تتميز الأحواض المائية العاكسة بإضاءتها ففي النهار يشع اللونين الأبيض والذهبي من أشعة الشمس، وفي الليل يضاء المكان بنظام مراحل القمر
بالإضافة إلى ذلك، فإنه يقع في كل من الزاوية الشرقية الشمالية والشرقية الجنوبية أماكن للوضوء، مكونة من 80 دورة مياه و 100 نقطة وضوء.

## الرخام
يعبّر رّخام ا الجامع رمز لمفاهيم السّلام والتّسامح التي تُعد رسالة الجامع الأبرز. ويغطي الأسطح الخارجية لقباب الجامع ومآذنه وجدرانه، أكثر من 165 ألف متر مربع من أجود أنواع رخام السيفيك البرّاق الذي تم استيراده مقدونيا، في حين جُلب الرّخام الأبيض داخل الجامع من إيطاليا، أما الساحة الخارجية (الصحن)، فاكتست بقطع الفسيفساء التي استخدمت فيها أنواع مختلفة من الرخام الإيطالي، والهندي، واليوناني، والصيني، في تعبير عن التقاء ثقافات العالم في تفاصيل عمارة الجامع.

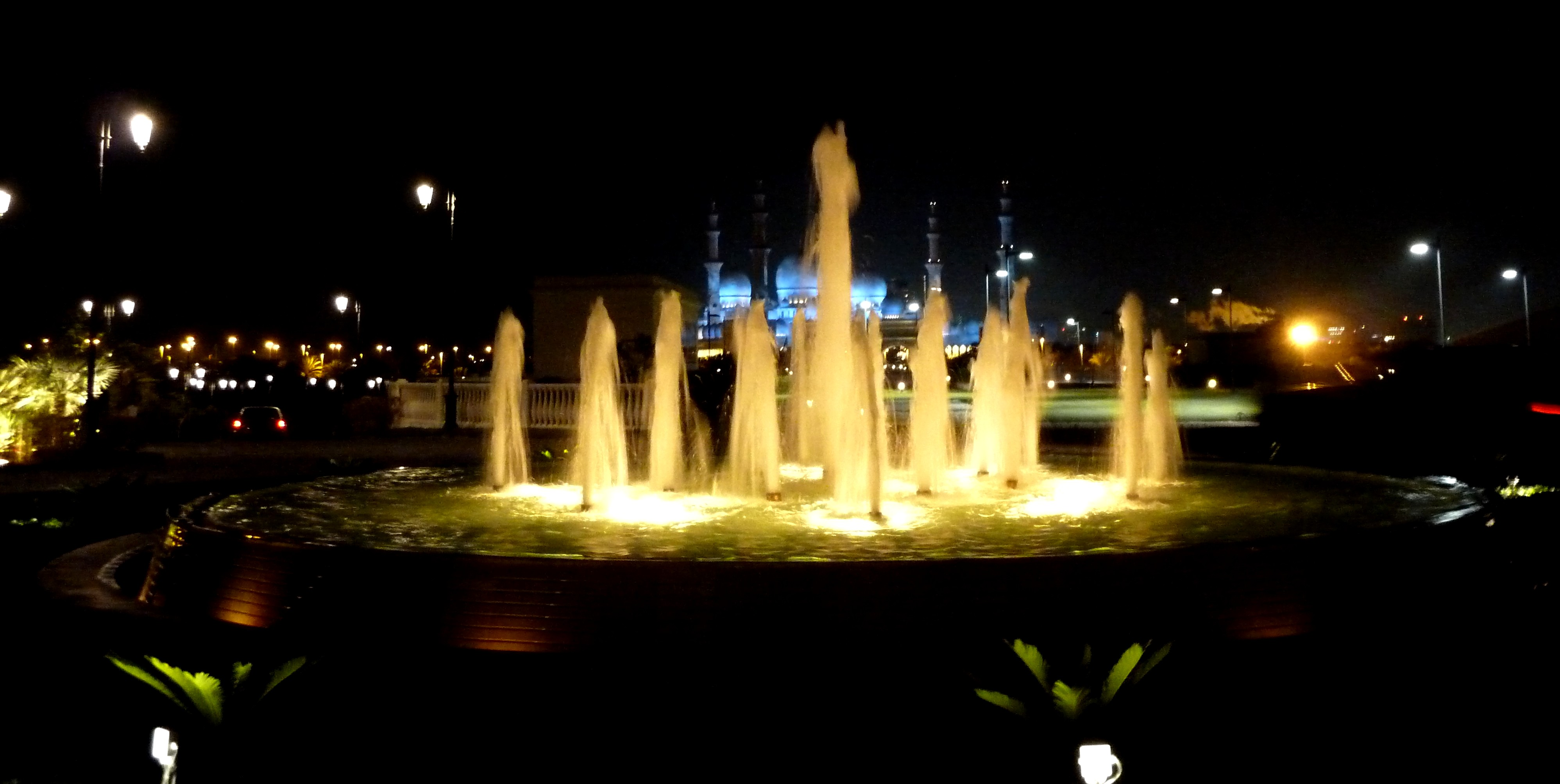
جامع الشيخ زايد ليلاً

## الإضاءة القمرية
صُممت الإضاءة القمرية لجامع الشيخ زايد الكبير بنظام إنارة ذكي يعمل بزاوية 360 درجة ليضفي تأثيرًا على المحيط الخارجي للجامع، يحاكي تأثير ضوء القمر المتداخل مع الغيوم.حيث يتغير سطوع التأثير الضوئي كل يومين على مدار الشهر الهجري، محاكيا سطوع القمر في مراحله بادئًا بالضوء الأزرق الداكن تزامنًا مع الهلال، ليقل زرقةً تدريجيا حتى يصل إلى اللون الأبيض تزامنا مع /البدر/، ثم يعود تدريجيًا إلى اللون الأزرق الداكن الذي يتزامن مع اختفاء القمر، بادئًا دورته من جديد بعد ذلك.

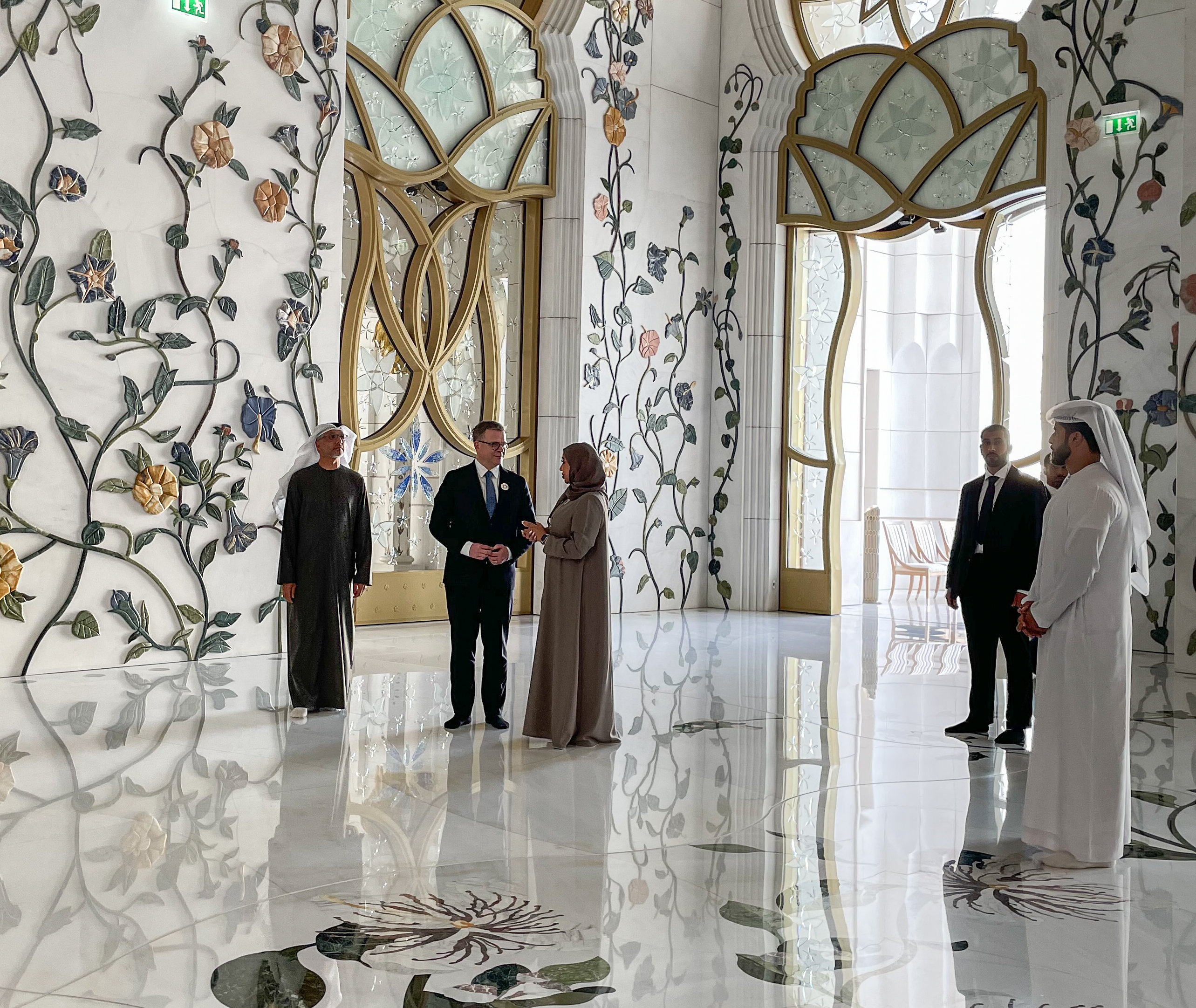
بهو الزهور

تحيط بقاعة الصلاة الرئيسة في الجامع، من جهاتها الشرقية والشمالية والجنوبية، ثلاثة أبهاء، تُزين كل منها أشكالٌ نباتيةٌ أنيقة،كما زينت أرض البهو، برخام تم تشكيله بأصناف من الزهور.وتنطوي فكرة التصميم النباتي، على رسالة الوحدة والتعايش والتقارب بين شعوب العالم أجمع، فالبهو الرئيس الذي يقع في جهة الشرق يحوي أصناف زهور تنتمي إلى الشرق الأوسط وينمو أغلبها في البيئة الصحراوية كبيئة دولة الإمارات العربية المتحدة، أما البهو الشمالي، فيضم ورودًا تنتمي إلى القطر الشمالي في حين يزدان البهو الجنوبي بتصاميم نباتية لزهور تعود إلى القطر الجنوبي من الكرة الأرضية.

## الخطباء والإئمة والمؤذنون

### الخطباء
- الشيخ مبارك الحوسني
- وسيم يوسف شحادة (خطيب سابق)
- الشيخ عبد الرحمن الشامسي
- الشيخ عمر الدرعي

### الإئمة
- القارئ إدريس أبكر.
- القارئ يحيى عيشان.

### المؤذنون
- المؤذن عبد القادر عزب النجار
- المؤذن محمد إلياس
- المؤذن علي الحوسني
- المؤذن عبد الله الزرعوني
- المؤذن محمد فراس بلكش
- المؤذن احمد المنهالي
- المؤذن سعيد البهتيمي
- المؤذن احمد نسيم

## مكتبة الجامع
تحتوي المكتبة على ثلاثة آلاف عنوان، موزعة على مختلف المجالات العلمية والثقافية، في أكثر من اثنتي عشرة لغة حيّة، من ضمنها مجموعات من نفائس الكتب النادرة، توفر المكتبة الخدمات المكتبيّة النوعيّة والمساهمة في إدارة الفعاليات والأنشطة الخاصّة بأعمال الترجمة والنشر العلمي في مجالات العلوم العربية والإسلامية، مقتنيات المكتبة تتنامى بسرعة قياسيّة، وهي متاحة للباحثين والمهتمّين والمختصين.
وتعتبر المكتبة من الناحية المعمارية عمل فني مكمل للجامع، حيث قامت شركة محلية (اوركيد لأعمال الديكور)بوضع التصميم الداخلي الخاص بالمكتبة وقد حرص المصمم/ م.احسان أبو سعيد/ على تقديم التصميم المعاصر والحديث ذو قاعدة وجذور عميقة في العمارة الإسلامية والعربية الاصيلة. وقد دفن الشيخ زايد بن سلطان آل نهيان في الجهة الشمالية من المسجد في 3 نوفمبر 2004، قبل انتهاء أعمال بناء المسجد.

## سوق الجامع
يمتد سوق الجامع على مساحة 10.341 متر مربع تضم 51 محلاً تجاريا تقدم تجربة تسوق مميزة، وتشكيلة من المطاعم والمحال التجارية التي أُخذ بعين الإعتبار فيها التنوع تلبيةً لإحتياجات مرتاديه من المصلين والزوار من مختلف الفئات العمرية. وبذلك يمثل سوق الجامع إضافة مميزة وفريدة من نوعها من ضمن مجموعة الخدمات والتسهيلات المقدمة للزائرين.

ثريا القاعة الرئيسية في مسجد الشيخ زايد

## ثريات المسجد
يحتوي الجامع على سبع ثريات مميزة مختلفة في الأحجام والألوان، تتناغم مع فنون العمارة الإسلامية، استوحي تصميم ثريا القاعة الرئيسة في الجامع من النخلة، حيث تحاكي شجرة النخيل المقلوبة. قامن شركة فوستيغ على صنع جميع ثريات الجامع في ألمانيا، واستخدم في صناعتها الفولاذ المذهّب المقاوم للصدأ، والذهب المجلفن عيار 24 قيراطاً في عملية التذهيب، ورُصّعت صفائح الثريات بكريستال سواروفسكي، كرات الكريستال المستخدمة في تصميم الثريا بألوانها الأخضر والأحمر والأصفر فيبلغ عددها نحو 40 مليون قطعة، تضفي أضواؤها المتلألئة جمالية خاصة على المصلى بأكمله. ويصل عدد الثريات الجامع إلى سبع ثريات مختلفة في الأحجام والألوان.

## متحف "نور وسلام"
افتتح متحف "نور وسلام"، في مركز جامع الشيخ زايد في أبوظبي،في 2024 و يتألف المتحف من خمسة أقسام تتضمن تجارِب تفاعلية، توظف التقنيات والوسائط المتعددة، وتستعرض المقتنيات النادرة والفريدة.
وقد تمَّ بناء المتحفِ بمشاركةِ أكثر من 100 متخصص ومهندس وفنيٍّ لما يقارب من نصفِ مليون ساعةٍ ،ويضمُ المتحفُ أكثرَ من 200 قطعة فنية إسلامية نادرة كمايقدمُ محتوى مُتنوعاً، وتجارب حسيةً وتفاعليةً، وأعمالاً علميةً وأدبيةً وتاريخيةً تعبر عن ثراءِ الحضارة ِالإسلاميةِ وتواصلِهَا مع مُختلفِ حضاراتِ العالمِ..

## جهاز الوسائط المتعدِّدة «الدِّلِيل»
أطلق مركز جامع الشيخ زايد الكبير جهاز الوسائط المتعدِّدة «الدِّلِيل» ليقدِّم لمرتادي الجامع جولاتٍ ثقافيةً، موظفاً تقنيات الواقع المعزّز، ويشمل ذلك مؤثرات صوتية وبصرية مصاحبة وخرائط تفاعلية تُظهر عناصر الجامع بالتزامن مع مسار الزيارة، فضلاً عن حزمة ألعاب وأنشطة تفاعلية للأطفال وذلك بـ14 لغة عالمية مع دعم لفئات أصحاب الهمم من المكفوفين والصم
جائزة «فضاءات من نور» للتصوير الضوئي احتفالية عالمية بالجماليات العمرانية والثقافة البصرية في جامع الشيخ زايد الكبير. ومنذ انطلاقها في أكتوبر 2010، كانت هذه الجائزة الفريدة بمثابة نافذة للتعرف على خصوصية العمارة الإسلامية في الجامع، وإبراز جمالياته المتنوعة، لاسيّما وأنه يُعدّ واحداً من أجمل الجوامع المعاصرة في العالم.
استقطبت «فضاءات من نور» على مدار الأعوام الماضية عدداً كبيراً من محبّي فن التصوير من المحترفين والهواة من مختلف دول العالم، مما أكَّد مكانتها كحدث ثقافي عالمي، حيث قدموا آلاف الصور، وثقت جماليات الجامع، وعكست الدور الحضاري الذي يلعبه هذا الصرح الكبير في نشر قيم التسامح والتعايش والسلام بين مختلف الثقافات.

## جائزة «فضاءات من نور»
جائزة «فضاءات من نور» للتصوير الضوئي هي احتفالية عالمية بالجماليات العمرانية والثقافة البصرية في جامع الشيخ زايد الكبير انطلقت في أكتوبر 2010،وقد استقطبت محبّي فن التصوير من المحترفين والهواة من مختلف دول العالم، ووثقت جماليات الجامع، من خلال آلاف الصور

## برنامج الشباب الباني
أطلق جامع الشيخ زايد برنامج “الشباب الباني”عام 2012 ويهدف البرنامج لـاستثمار طاقات الشباب والناشئة وإعدادهم لمواصلة مسيرة التنمية المستدامة وإبراز الوجه الحضاري والإنساني للإمارات وغرس مفاهيم العمل التطوعي ودمج أصحاب الهمم مع جميع فئات المجتمعويجمع البرنامج تحت مظلته المبادرات والأنشطة التي تُعنى بفئة الشباب والناشئة ومن أبرزها:
- برنامج ابن الدار
- برنامج دليل المستقبل
- برنامج الدليل الثقافي الصغير[18]
- برنامج رحاب الهمم

## الجوائز
جاء جامع الشيخ زايد الكبير في صدارة المعالم الأكثر جذباً في المنطقة، فحصل الجامع ضمن فئة "أهم معالم الجذب" على المرتبة العاشرة عالمياً، والمرتبة الأولى على مستوى الشرق الأوسط، ضمن أفضل المعالم الثقافية والتاريخية العالمية، وذلك حسب تقريرٍ نشرته شركة "تريب أدفايزر" -المتخصصة في شؤون السفر والسياحة- عن عام 2024.

## معرض الصور

سقف قاعة في مسجد الشيخ زايد
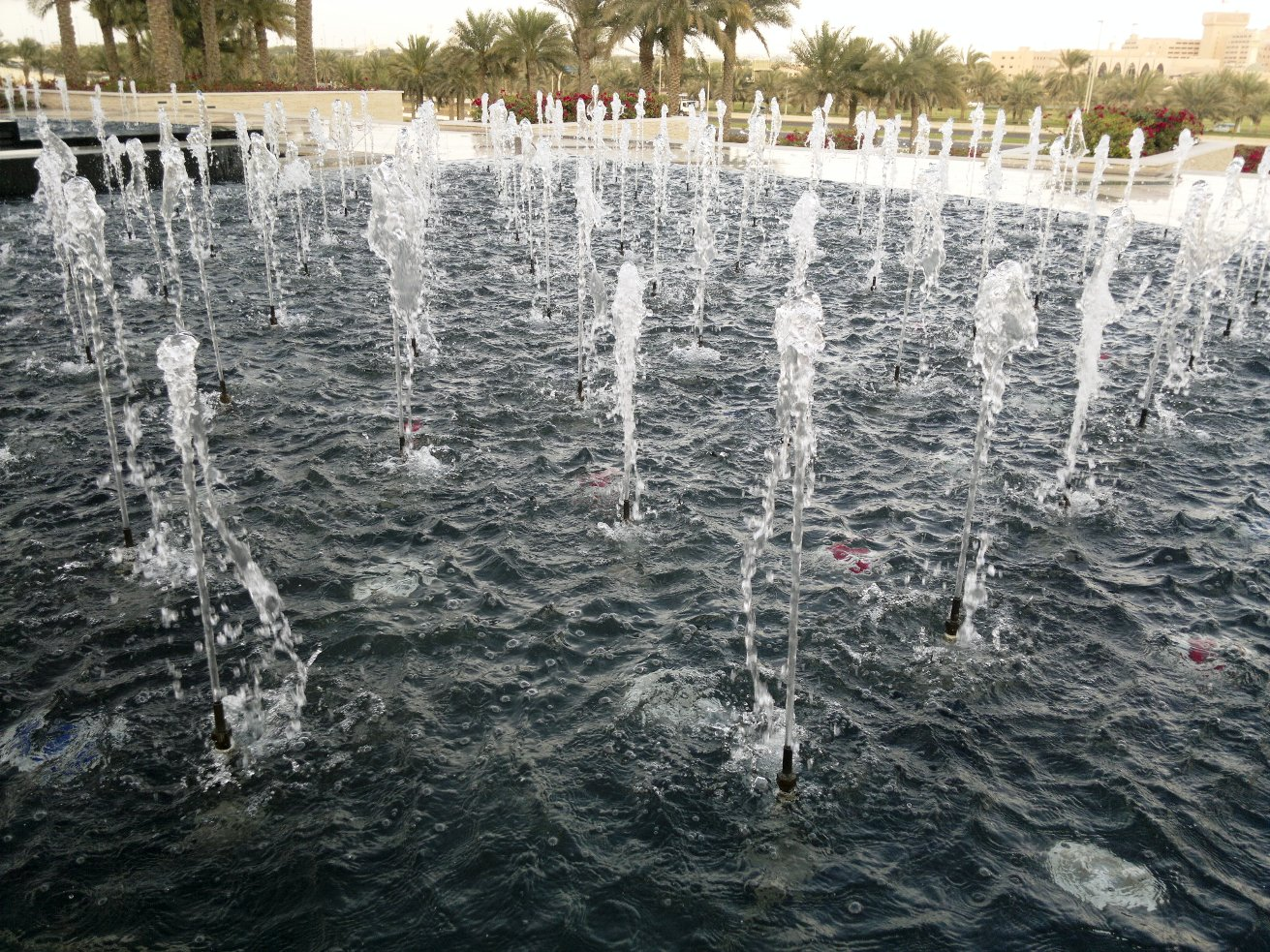
مسجد الشيخ زايد
مسجد الشيخ زايدمسجد الشيخ زايد

- ملف:Sheikh Zayed Grand Mosque @ Abu Dhabi (16043426692).jpg
- ملف:Sheikh Zayed Grand Mosque @ Abu Dhabi (16018268376).jpg
- ملف:Sheikh Zayed Grand Mosque @ Abu Dhabi (15858025069).jpg